# Limeciclina
La limeciclina (distribuido bajo marcas comerciales como Tetralisal o Nexpecil) es un antibiótico tetraciclínico de amplio espectro. Es aproximadamente 5000 veces más soluble que la base de tetraciclina y es única entre las tetraciclinas en el sentido de que es absorbida por el proceso de transporte activo a través del tejido intestinal haciendo uso del mismo mecanismo rápido y eficaz por el cual los carbohidratos son absorbidos.
El gran nivel de absorción de la Limeciclína permite ser usado a dosis más bajas que las otras tetraciclinas; La dosis estándar de 408 mg es equivalente a 300 mg de tetraciclina base. y en su nivel de acción a 600 mg de tetraciclina clorhidrato.

## Historia
La Limeciclina fue lanzada al mercado en 1963.

## Indicaciones
La Limeciclina, como otros antibióticos, ha demostrado ser eficaz en un amplio rango de bacterias, y su buen perfil de absorción lo hace preferible ante el uso de tetraciclina para el tratamiento del acné moderado a grave, y usualmente es prescrito por 8 semanas, pero si en tres semanas no se observan cambios notables, se debe considerar otras alternativas.

## Farmacocinética y excreción
La absorción de limeciclina es rápida. Los valores plasmáticos efectivos se alcanzan dentro de la primera hora posterior a la ingesta del medicamento. La concentración plasmática máxima se alcanza dentro de 3 a 4 horas después de la administración oral. La ingesta concurrente de alimentos, leche en particular, no modifica en forma significativa la absorción de limeciclina.
```
El producto se excreta principalmente a través de la orina y en forma secundaria por la 
bilis
. Alrededor del 65% de la dosis administrada se elimina dentro de las 48 horas.
[
1
]
```

## Distribución
La administración oral de 300 mg de limeciclina en el adulto da lugar a un nivel plasmático máximo de 1.6 a 4 µg/ml, una concentración residual con una alta variabilidad (0.29 a 2.19 µg/ml) y una vida media plasmática de aproximadamente 10 horas. La administración repetida da como resultado una concentración media estable entre 2.3 y 5.8 µg/ml. La amplia difusión intra y extracelular, bajo condiciones de administración normales, dan como resultado concentraciones efectivas en la mayoría de los tejidos y fluidos notablemente en los pulmones, huesos, músculos, hígado, vejiga, próstata, bilis y orina.

## Dosis
La dosis usual es de 408 mg (una cápsula) por día. En algunas infecciones en particular, se puede incrementar hasta 1224–1632 mg (tres o cuatro cápsulas diarias)

## Efectos Secundarios
Los efectos secundarios pueden incluir: erupción, dolor de cabeza, diarrea, colitis, náuseas, vómitos, dermatitis, disfasia, inflamación del hígado, reacciones de hipersensibilidad, y trastornos visuales. Cuando se toma durante un largo período de tiempo, puede causar reflujo gastroesofágico.
Si se usa limeciclina en forma simultánea con retinoides orales, existe un riesgo de aumentar la presión intracraneana, por lo que su uso conjunto está contraindicado. La administración simultánea de preparación con hierro y antiácidos, hidróxidos de magnesio/aluminio e hidróxidos óxidos y sales de calcio, pueden disminuir la absorción de las ciclinas. En consecuencia, se necesita una separación mínima de 2 horas entre ambos tratamientos.